# Xavier Viura i Rius
Xavier Viura i Rius (Barcelona, 1 de desembre de 1882 - abril de 1947) fou un poeta i autor teatral català.
Neix a Barcelona al carrer de la Cera, núm.4 fill de Ignasi Viura i Dutrux i Manuela Rius i Carner nascuts a Barcelona. De formació autodidàctica, fou dependent de comerç. Fou redactor de Joventut i de Catalunya Artística i col·laborador d'altres nombroses publicacions. Escriví poesia, sentimental i preciosista, i teatre. En col·laboració amb Joaquim Pena traduí gairebé tot Richard Wagner. Fruit d'aquestes experiències és la seva obra Impressions wagnerianes (1908).

## Obres
Poesia
- Preludi (1904)
- Pasqua florida (1905)
- Poesies d'amor (1910)

Obres presentades als Jocs Florals de Barcelona'
- Elegia (1906), premi de la Flor Natural[4]
- Amor (1906), premi extraordinari[5]

Teatre
- Fra Garí (1906)
- Conte de tardor (1907)
- El rostre ideal (1910)